# Muntanya d'en Vila
La Muntanya d'en Vila és una muntanya de 245 metres que es troba al municipi de Palol de Revardit, a la comarca del Pla de l'Estany.